# Marcos Fernández Correa

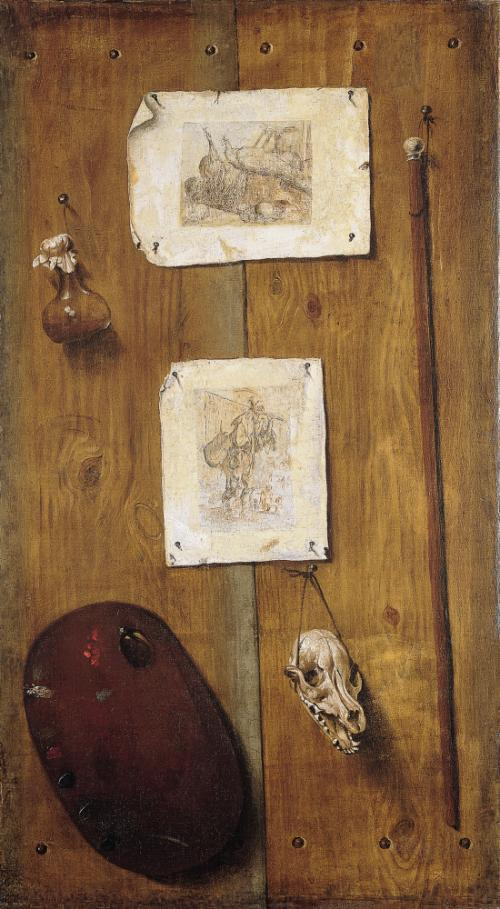
Trampantojo, óleo sobre lienzo, 98,6 x 55 cm, Nueva York, Hispanic Society of America

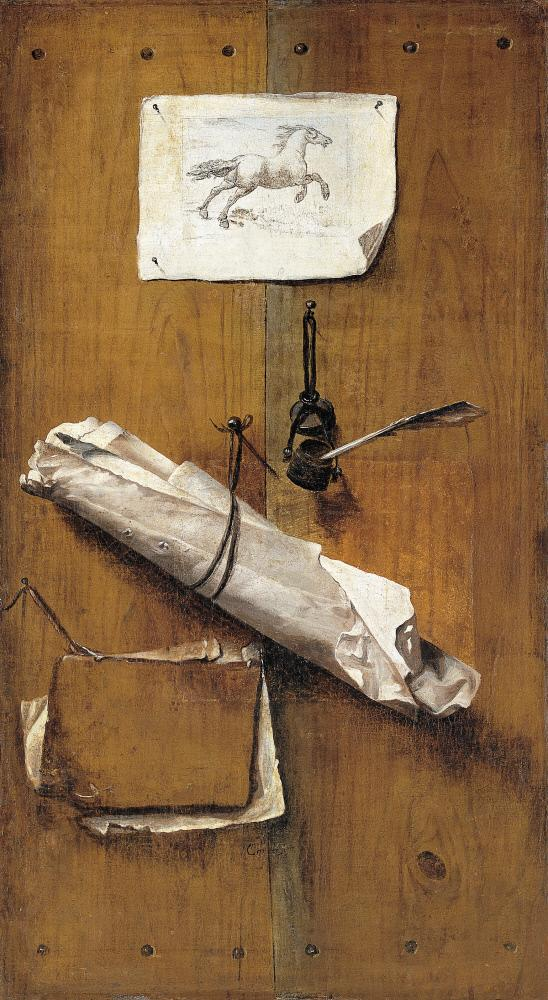
Trampantojo, óleo sobre lienzo, 98,6 x 55 cm, Nueva York, Hispanic Society of America

Marcos Correa o Fernández Correa (activo entre 1667-1673) fue un pintor español, discípulo, según afirma Ceán Bermúdez, de Jerónimo de Bobadilla y asistente a la academia de dibujo de Sevilla a cuyo sostenimiento contribuyó de 1667 a 1673. Se le considera el iniciador en España del género del trompe l’oeil o trampantojo.
En fecha más reciente Enrique Valdivieso y Fernando Quiles han sugerido que el artista asistente a las sesiones de la academia sevillana pudiera ser un Marcos Fernández Correa, natural de Burguillos (Sevilla), al que la documentación conservada menciona comúnmente como escultor, aunque las dos obras que se le documentan en este orden se han perdido. Afincado en Sevilla, en 1661, con quince años, entró como aprendiz en el taller de Francisco Dionisio de Ribas, de quien se separó tres años más tarde. En 1677 contrajo matrimonio con Nicolasa Duarte y poco más tarde, con residencia en la parroquia de San Pedro, entregó el primer cuerpo del retablo mayor de la iglesia de San Buenaventura, desaparecido o destruido como la sillería del coro alto del convento de San Leandro en la que trabajaba en 1684.

## Obra
De Correa únicamente se conservan, como obras firmadas, dos trampantojos pertenecientes a la Hispanic Society of America de Nueva York, género con el que ya lo relacionaba Ceán Bermúdez, quien decía haber visto de su mano algunas «tablas de pino con varios papeles, baratijas, tinteros, y otras cosas copiadas del natural con mucha verdad, valentía y buen efecto». Se trata de dos obras representativas del tipo de bodegón llamado rincón de estudio o trampantojo de gabinete, en el que con virtuosismo tridimensional y buscando deliberadamente crear confusión en el espectador, se fingen papeles, cartapacios y grabados con las puntas dobladas para intensificar la sensación de profundidad, junto con algún otro objeto de escritorio o de colección (tinteros, una paleta, y el cráneo de un pequeño animal), colgando de cintas o sujetos con alfileres a un fondo de tablas.
Este género de trampantojo de gabinete, de origen nórdico, alcanzó su culminación hacia 1660, siendo su mejor exponente el flamenco Cornelis Norbertus Gysbrechts. A España llegó por Sevilla, donde —aunque ya en el siglo XVIII— se conocen obras de su pariente Francisco Gysbrechts y se inventaría entre los bienes del conde del Águila un trampantojo atribuido precisamente a Correa, citado como «un quadro de una tabla fingida, con algunos Animales muertos, su autor Correa». Los dos cuadros de Correa corresponderían, por tanto, a un momento muy temprano en la formación y recepción del género y pueden ser considerados como el punto de partida de una corriente de la pintura sevillana que ha dejado obras abundantes, algunas de las cuales han llegado a atribuirse al propio Murillo, y que tendrá continuidad a lo largo del siglo XVIII con artistas como Bernardo Lorente y Germán, Pedro de Acosta o Francisco Gallardo.